# Rennie Mirro

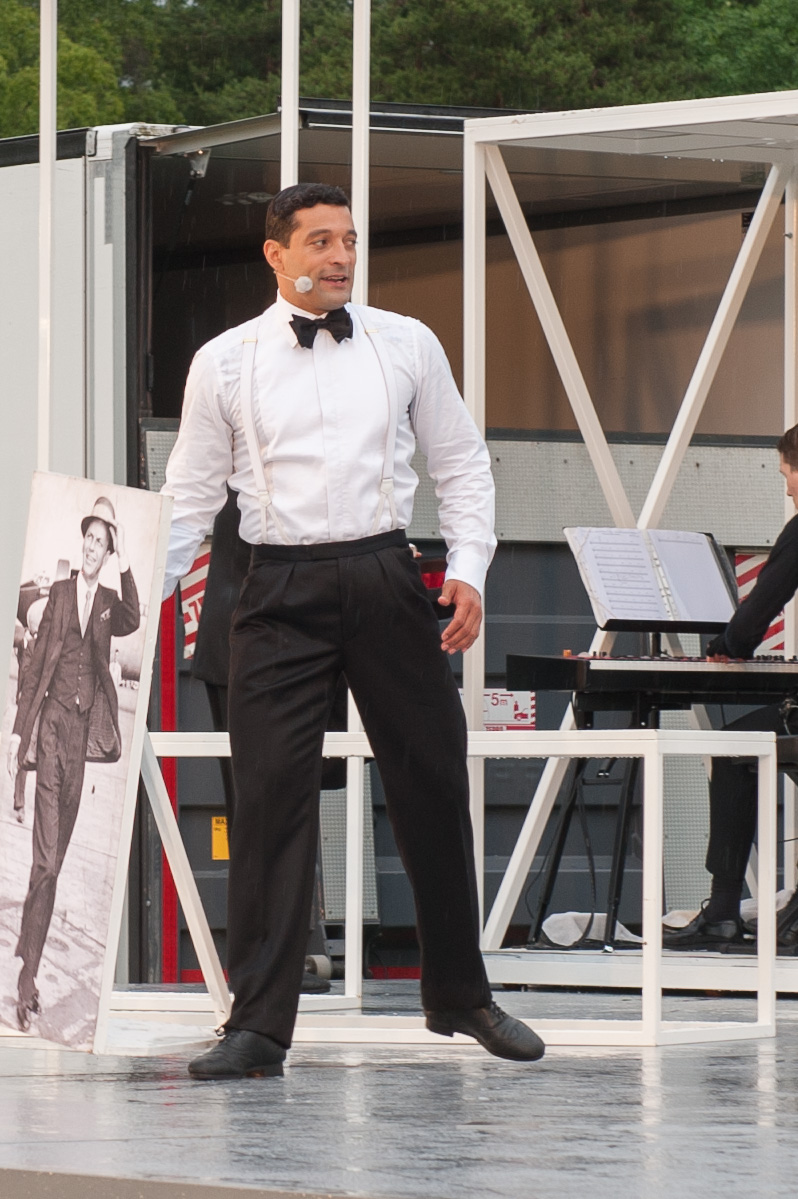
Rennie Mirro i From Sammy with Love på Nytorps gärde i Stockholm, juni 2015.

Rennie Taj Mirro, född 4 januari 1972 i Gustav Vasa församling, Stockholm, är en svensk skådespelare, musikalartist och dansare.

## Biografi
Mirro var i många år anställd i Kungliga Baletten, men började sedan arbeta med andra uttrycksmedel. Han tilldelades teaterpriset Guldmasken i kategorin bästa manliga musikalartist 2005 för sin medverkan i Grease på Göta Lejon tillsammans med Pernilla Wahlgren. Mirro spelade Don Lockwood i den svenska uppsättningen av musikalen Singin' in the Rain på Oscarsteatern i Stockholm 2006–2007 och på Malmö opera och musikteater 2010. Hösten 2009 spelade Mirro rollen som Rum Tum Tugger i musikalen Cats på Cirkus, Stockholm. Våren 2014 spelade han i Flashdance the musical, baserad på filmen med samma namn, på China teatern.
Den 22 maj 2015 avgav han sin röst till Eurovision Song Contest 2015 som en av jurymedlemmarna i den svenska jurygruppen. Juryns röster presenterades dagen efter i samband med Eurovision Song Contests final.
Mirro är son till den amerikanske musikern Eric Bibb och halvbror till sångerskorna Sarah Dawn Finer och Zoie Finer genom deras gemensamma, USA-födda, mor, psyko- och dansterapeuten Francine Lee Mirro-Finer. Han har varit gift med musikalartisten Petra Nielsen och med dansaren Åsa Engman.
Den 19 augusti 2018 var Mirro säsongens sista sommarvärd i Sommar i P1.
År 2022 kom Mirro på tredjeplats i Masked Singer Sverige med karaktären Trollkarlen.

## Filmografi
- 1992 – Tre danser (TV)
- 1996 – Evo (kortfilm)
- 1997 – Chock. Förbjuden frukt (TV)
- 1998 – Be Quiet and Shut the Fuck up (kortfilm)
- 1999 – Anna Holt - polis (TV-serie) (gästroll)
- 1999 – Där regnbågen slutar
- 2003 – Evidence (kortfilm)
- 2008 – Höök (TV-serie)
- 2008 – Bolt
- 2012 – Äkta människor (TV-serie)
- 2019 – Så ska det låta (TV-serie)
- 2019 – Jag kommer hem igen till jul
- 2020 – Flirty Dancing (TV-serie) (programledare)
- 2023 – Strandhotellet (TV-serie)
- 2024 – Smartare än en femteklassare (TV-serie)

## Teater

### Roller (ej komplett)
| År   | Roll           | Produktion | Regi                   | Teater                                            |
| ---- | -------------- | --- | ---------------------- | ------------------------------------------------- |
| 1982 | Troll          | Sagoprofessorn Lasse Dahlberg, Björn Isfält, Britt G. Hallqvist och Christina Lagerson                            | Ivo Cramér             | Kungliga Operan/ Oscarsteatern                    |
| 1990 | Staty Satyr    | Den fångne Cupido (Cupid out of his humour) Henry Purcell                                                         | Mary Skeaping          | Kungliga Operan                                   |
| 1990 |                | Heze Per Jonsson, Leif Elggren och Kent Tankred                                                                   | Per Jonsson            | Kungliga Operan                                   |
| 1990 | Mal            | En midsommarnattsdröm (A midsummer night's dream) William Shakespeare                                             | John Neumeier          | Kungliga Operan                                   |
| 1991 | Tiggarledaren  | Manon (L'histoire de Manon) Jules Massenet                                                                        | Kenneth MacMillan      | Kungliga Operan                                   |
| 1991 | En bonde       | Fröken Julie Ture Rangström                                                                                       | Birgit Cullberg        | Kungliga Operan                                   |
| 1991 | En skräddare   | Askungen (Золушка, Zolushka) Sergej Prokofjev                                                                     | Michael Somes          | Kungliga Operan                                   |
| 1991 | Atlet          | Tillfälle gör Tjufven Carl Israel Hallman                                                                         | Regina Beck-Friis      | Kungliga Operan/ Confidencen                      |
| 1991 | Narren         | Svansjön (Лебеди́ное о́зеро, Lebedínoje ózero) Pjotr Tjajkovskij, Vladimir Begitjev och Vassilij Fedorovitj Geltser | Natalie Conus          | Kungliga Operan                                   |
| 1991 | Ung pojke      | Våroffer (Le sacre du printemps) Igor Stravinskij                                                                 | Maurice Béjart         | Kungliga Operan                                   |
| 1991 | Trashanken     | Elvira Madigan Gustav Mahler                                                                                      | Regina Beck-Friis      | Kungliga Operan                                   |
| 1992 |                | Orgelkonserten Francis Poulenc                                                                                    | Nils Christe           | Kungliga Operan                                   |
| 1992 |                | Aya's öga Sven-David Sandström                                                                                    | Per Jonsson            | Kungliga Operan                                   |
| 1992 |                | Lekrit Sven-David Sandström                                                                                       | Norberto dos Santos    | Kungliga Operan                                   |
| 1992 |                | Grand pas classique ur Raymonda Aleksandr Glazunov                                                                | Marius Petipa          | Kungliga Operan/ Gävle Teater                     |
| 1992 | Streber        | Peer Gynt Henrik Ibsen                                                                                            | John Neumeier          | Kungliga Operan                                   |
| 1993 | Falls          | The River Duke Ellington                                                                                          | Alvin Ailey            | Kungliga Operan                                   |
| 1993 |                | Triptychon Wolfgang Amadeus Mozart                                                                                | Renato Zanella         | Kungliga Operan                                   |
| 1993 | Sindbad        | Scheherazade (Sjecherazada) Nikolaj Rimskij-Korsakov                                                              | Ulf Gadd               | Kungliga Operan                                   |
| 1993 |                | Symfoni i C Georges Bizet                                                                                         | George Balanchine      | Kungliga Operan                                   |
| 1993 | Fågel Blå      | Törnrosa (Спящая красавица, Spjasjtjaja krasavitsa) Pjotr Tjajkovskij, Ivan Vsevolozjskij och Marius Petipa       | Marius Petipa          | Kungliga Operan                                   |
| 1993 | Caliban        | Stormen (The Tempest) William Shakespeare                                                                         | Glen Tetley            | Kungliga Operan                                   |
| 1994 | Magdaveya      | La Bayadère Léon Minkus                                                                                           | Natalia Makarova       | Kungliga Operan                                   |
| 1995 | Monster        | Don Quijote Léon Minkus                                                                                           | Rudolf Nurejev         | Kungliga Operan                                   |
| 1995 |                | Symfoni i D Joseph Haydn                                                                                          | Jiri Kylian            | Kungliga Operan                                   |
| 1995 |                | Sinfonietta Leoš Janáček                                                                                          | Jiri Kylian            | Kungliga Operan                                   |
| 1996 | Mike           | A Chorus Line James Kirkwood, Nicholas Dante, Edward Kleban och Marvin Hamlisch                                   | Thomas Ryberger        | Riksteatern/ Stora Teatern                        |
| 1997 | Chino          | West Side Story Leonard Bernstein, Stephen Sondheim och Arthur Laurents                                           | Richard Herrey         | Oscarsteatern                                     |
| 2000 |                | Girls Night Out Dave Simpson                                                                                      | Magnus Bergquist       | Östgötateatern/ Turné                             |
| 2001 |                | Hair James Rado, Gerome Ragni och Galt MacDermot                                                                  | Alexa Ther             | Göteborgs stadsteater                             |
| 2002 | Richie         | A Chorus Line James Kirkwood, Nicholas Dante, Edward Kleban och Marvin Hamlisch                                   | Staffan Aspegren       | Göteborgsoperan                                   |
| 2002 | Auraterapeuten | Godspell Stephen Schwartz och John-Michael Trebelak                                                               | Ronny Danielsson       | Parkteatern                                       |
| 2004 | Danny          | Grease Jim Jacobs och Warren Casey                                                                                | Bjarni Haukur Thorsson | Göta Lejon                                        |
| 2006 | Don Lockwood   | Singin' in the rain Betty Comden, Adolph Green, Arthur Freed och Nacio Herb Brown                                 | Bo Hermansson          | Oscarsteatern                                     |
| 2008 | Medverkande    | Showbusiness: A Hollywood tribute                                                                                 | Roine Söderlundh       | Grand Hôtel, Stockholm flyttad till Oscarsteatern |
| 2009 | Rum Tum Tugger | Cats Andrew Lloyd-Webber och T.S. Eliot                                                                           | Hans Berndtsson        | Cirkus, Stockholm                                 |
| 2010 | Don Lockwood   | Singin' in the rain Betty Comden, Adolph Green, Arthur Freed och Nacio Herb Brown                                 | Bo Hermansson          | Oscarsteatern                                     |
| 2012 |                | From Sammy with love Jonna Nordenskiöld                                                                           | Jonna Nordenskiöld     | Stockholms stadsteater                            |
| 2014 | Nick           | Flashdance the musical Tom Hedley och Robert Cary                                                                 | Anders Albien          | Chinateatern                                      |
| 2015 | Robert Martin  | Förklädet Bob Martin, Don McKellar, Lisa Lambert och Greg Morrison                                                | Edward af Sillén       | Göta Lejon                                        |
| 2016 | Viktor         | Vapenvila Fredrik Virtanen                                                                                        | Sofia Ledarp           | Teatern under bron                                |
| 2018 | Gabey          | On The Town Betty Comden, Adolph Green och Leonard Bernstein                                                      | Roine Söderlundh       | Kulturhuset Spira                                 |
| 2021 | Zero           | Roberts Broberg- och dalbana Jonna Nordenskiöld                                                                   | Jonna Nordenskiöld     | Kulturhuset Stadsteatern                          |
| 2022 |                | Dansa Rennie! Rennie Mirro och Ola Lindholm                                                                       | Ola Lindholm           | Riksteatern                                       |
| 2024 | Harry          | Company Stephen Sondheim och George Furth                                                                         | Maria Sid              | Kulturhuset Stadsteatern                          |

### Koreografi
| År   | Produktion                                           | Upphovsmän                              | Regi               | Teater                   |
| ---- | ---------------------------------------------------- | --------------------------------------- | ------------------ | ------------------------ |
| 2006 | Herrskap och tjänstehjon Il servitore di due padroni | Carlo Goldoni Bearbetning Adde Malmberg | Jan Hertz          | Fredriksdalsteatern      |
| 2008 | Rabalder i Ramlösa                                   | Adde Malmberg och Johan Schildt         | Roine Söderlundh   | Fredriksdalsteatern      |
| 2021 | Roberts Broberg- och dalbana                         | Jonna Nordenskiöld                      | Jonna Nordenskiöld | Kulturhuset Stadsteatern |